# Stellaria montioides
Stellaria montioides là loài thực vật có hoa thuộc họ Cẩm chướng. Loài này được (Edgew. & Hook. f.) Ghaz. miêu tả khoa học đầu tiên năm 1986.